# 술라쥐
술라쥐(Rattus elaphinus)는 시궁쥐속에 속하는 설치류의 일종이다. 인도네시아 술라 군도의 탈리아부와 망골 섬에서만 발견된다. 사나나 섬에서는 도입종 아시아집쥐(Rattus tanezumi)와 폴리네시아쥐(Rattus exulans)가 발견된다.